# Jurinea mollis
Jurinea mollis — вид рослин з родини айстрових (Asteraceae), поширений у Євразії від Італії до Туреччини й Уралу.

## Опис

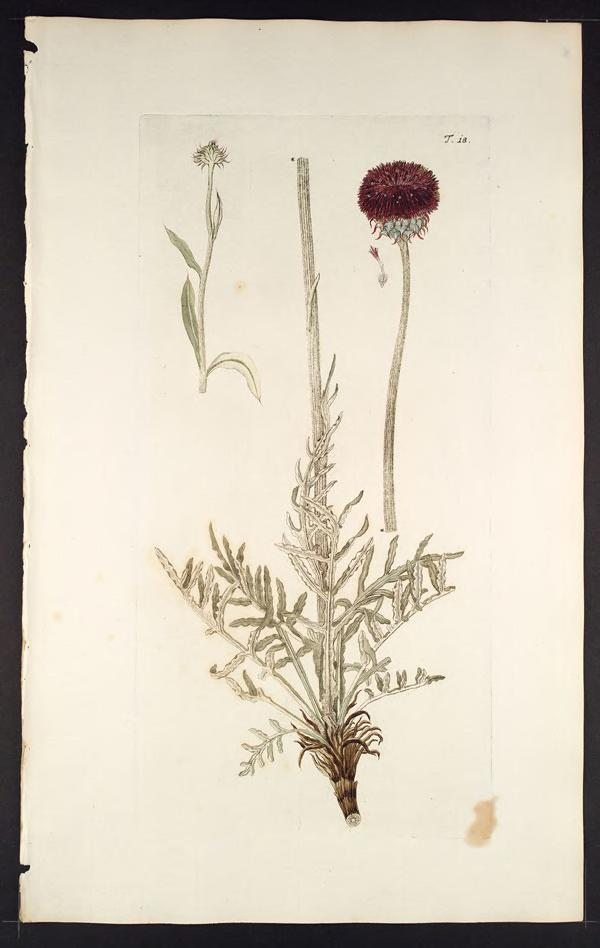
ілюстрація

Багаторічна трава 30–70 см заввишки. Стебло пряме, зазвичай просте, гофроване. Прикореневі листки в розетці, черешкові, в контурі ланцетоподібні, перисторозсічені, з 5–6 парами віддалених сегментів, стеблові листки цілі або слабо розділені, від ланцетних до лінійних. Голова від напівсферичної до кулястої, діаметром 2–5 см. Віночок червоно-фіолетовий. Плід — сім'янка з білим пухом

## Поширення
Поширений у Євразії (у тому числі Україні) від Італії до Туреччини й Уралу.